# Battaglia di Helgoland (1917)
La seconda battaglia di Helgoland fu uno scontro navale combattuto fra le forze da ricognizione tedesche e britanniche il 17 novembre 1917, durante la prima guerra mondiale.

## Situazione prima dello scontro
In seguito al vittorioso attacco, del 17 ottobre 1917, degli incrociatori leggeri tedeschi ad un convoglio scandinavo scortato da cacciatorpediniere britannici al largo delle isole Shetland, l'ammiraglio Beatty, comandante in capo della Grand Fleet, decise un'azione di risposta al successo tedesco. Il 17 novembre 1917 una potente squadra di incrociatori, al comando del viceammiraglio Trevylyan Napier, fu inviata ad attaccare i dragamine tedeschi nel Golfo di Helgoland. La missione dei dragamine era stata annunciata dalle intercettazioni decifrate dalla Stanza 40 (il servizio di intelligence dell'ammiragliato britannico), permettendo l'organizzazione di un agguato. I dragamine tedeschi erano scortati da una squadra di incrociatori e torpediniere comandati dall'ammiraglio Ludwig von Reuter.

## La battaglia
L'azione ebbe inizio alle 7.30, a circa 65 miglia nautiche al largo dell'isola di Sylt, quando la HMS Courageous avvistò la squadra tedesca, aprendo il fuoco alle 7:37. L'ammiraglio Reuter, con solo quattro incrociatori leggeri ed otto cacciatorpediniere , si diresse incontro al nemico, superiore in forze, per coprire la ritirata dei dragamine, che riuscirono tutti, tranne uno (il peschereccio armato Kehdingen fu affondato), a rientrare in porto.
La battaglia si trasformò presto in un inseguimento, poiché le forze tedesche si ritirarono a tutta forza verso sud-ovest dietro una cortina di fumo, inseguiti dal 1st Cruiser Squadron (prima squadra di incrociatori), la prima e la sesta squadra di incrociatori leggeri e, più tardi, dall'incrociatore da battaglia HMS Repulse (1916) (che era stato distaccato dalla 1st Battle Cruiser Squadron, prima squadra incrociatori da battaglia). Entrambi i contendenti erano limitati nelle manovre dai campi minati presenti nell'area.
Due ore dopo le navi britanniche cessarono l'inseguimento, avendo raggiunto il limite dei campi minati a loro noti. Circa nello stesso momento, gli incrociatori leggeri entrarono nel campo di tiro di due navi da battaglia tedesche la SMS Kaiser e la SMS Kaiserin che erano intervenute in supporto alle navi di von Reuter; La HMS Caledon fu colpita da un proiettile da 12 pollici che fece danni limitati; subito dopo le forze britanniche si ritirarono.
Tutto il personale sul ponte di comando della HMS Calypso, compreso il capitano, Herbert Edwards, furono uccise da un proietto da 6 pollici L'incrociatore da battaglia HMS Repulse, scambiò alcuni colpi con le navi tedesche alle 10:00, riuscendo a colpire una volta l'incrociatore leggero SMS Königsberg provocando un grande incendio a bordo.

## Ordine di battaglia

### Forze britanniche
Le seguenti forze britanniche furono coinvolte nello scontro 
1st Cruiser Squadron (1ª Squadra incrociatori): Viceammiraglio Trevylyan D. W. Napier CB, MVO
HMS Courageous (ammiraglia); Capt Arthur Bromley)
HMS Glorious (Capt Charles B. Miller CB)
cacciatorpediniere di scorta (13th Destroyer Flotilla,)
HMS Ursa (Cdr John C. Tovey)
HMS Nerissa (Lt. Cdr. Montague G. B. Legge DSO)
HMS Urchin (Lt Cdr Guy P. Bowles)
HMS Urchin (Lt Cdr Roger V. Alison DSO)
6th Light Cruiser Squadron (6ª Squadra incrociatori leggeri): Contrammiraglio Edwyn S. Alexander-Sinclair CB MVO
HMS Cardiff (ammiraglia; Capt. Claud H. Sinclair)
HMS Ceres (Capt. the Hon. Herbert Meade DSO)
HMS Calypso (Capt. Herbert L. Edwards)
HMS Caradoc (Capt. William M. Kerr)
cacciatorpediniere di scorta (13th Destroyer Flotilla)
HMS Valentine (Comandante della flottiglia; Cdr. Charles A. Fremantle)
HMS Vimiera (Cdr. Dashwood F. Moir)
HMS Vanquisher (Lt Cdr. Kenneth A. Beattie)
HMS Vehement (Lt. Vernon Hammersley-Heenan)
1st Light Cruiser Squadron (1ª Squadra incrociatori leggeri): Commodoro Walter H. Cowan CB, MVO, DSO
HMS Caledon (Cdr. Cowan)
HMS Galatea (Capt. Charles M. Forbes DSO)
HMS Royalist (Capt. the Hon. Mathew R. Best MVO, DSO)
HMS Inconstant (Capt. Francis A. Marten)
cacciatorpediniere di scorta (13th Destroyer Flotilla)
HMAS Vendetta (Cdr. Charles G. Ramsey)
HMS Medway (Lt. Cdr. Charles H. Neill James)
1st Battle Cruiser Squadron (1ª Squadra incrociatori da battaglia), unità distaccata ): Contrammiraglio Richard F. Phillimore CB, MVO
HMS Repulse (ammiraglia; Capt. William H. D. Boyle)

### Forze tedesche
Le seguenti forze tedesche furono coinvolte nello scontro
:
II. Aufklärungsgruppe (II Gruppo da ricognizione) (Rear Admiral Ludwig von Reuter) incrociatori leggeri
SMS Königsberg (FKpt Karl Feldmann)
SMS Pillau (FKpt Gerhard von Gaudecker)
SMS Frankfurt (FKpt Otto Seidensticker)
SMS Nürnberg (KptzS Walther Hildebrand)
7th Torpedoboote Flottille  (KKpt Cordes)
S62 (KptLt Fink; unità comando, flotilla)
G87 (OLtzS Komorowski)
14th Halb-Flottille (14ª semi-flottiglia) (KptLt Richard Beitzen)
G92 (KptLt Arthur von Killinger; unità comando, Halb-Flottille)
G93 (KptLt Reimer)
V83 (Kpt Lt Wedig von Keyserlingk)
12th Halb-Flottille (KKpt Lahs)
V43 (OLtzS Narjes; unità comando, Halb-Flottille)
V44 (OLtzS Kautter)
V45 (KptLt Laßmann)
Dragamine
VI. Minensuchhalbflottille (flottiglia dragamine)(KptLt d'Ottilié): M66, M7, A36, T74, M53, M4, M3, M1
IV. Hilfsminensuchhalbflottille (flottiglia dragamine ausiliari) (KptLt d R Joachim Löwe): A63, A68, A69, A74, A41, A52
II. Hilfsminensuchhalbflottille (KptLt d R Klose): pescherecci armati
VI. Hilfsminensuchhalbflottille (KptLt d R Wilke): pescherecci armati
IV. Sperrbrechergruppe (navi cacciamine per interferenza) (KptLt d R Hillebrand): due unità
Gruppo S, Mare del Nord Halb-Flottille (LtzS Woldag): pescherecci armati: Fritz Reuter e Kehdingen
IV. Geschwader (IV squadra da battaglia) (Viceammiraglio Wilhelm Souchon) unità distaccate (KptzS Kurt Graßhoff)
SMS Kaiserin (KptzS Kurt Graßhoff)
SMS Kaiser (KptzS Max Loesch)
torpediniere di scorta (anti-sommergibile)
S18 (KptLt Wildemann)
S24 (KptLt Paschen)

### Riferimenti
1. ↑  Patrick Beesly (1984). Room 40: British Naval Intelligence, 1914–1918, Oxford: Oxford University Press, p.280.
2. ↑  Newbolt, Henry (1931). History of the Great War: Naval Operations Vol. V, pp. 176
3. ↑  Burt, R. A. (1986). British Battleships of World War One. Annapolis, MD: Naval Institute Press, p. 302. ISBN 0-87021-863-8
4. ↑  La fonte dell'ordine di battaglia britannico è Newbolt, Naval Operations v.5, pp. 168-9, footnote 2, con altri dettagli da The Admiralty (1917) Supplement to the Monthly Naval List, November 1917 (London: Harrison and Sons). Gli ufficiali in comando sono tratti da The Admiralty (1917) Monthly Navy List, November 1917.
5. 1 2 3  Monthly Naval List Supplement, (November 1917), p.12.
6. ↑  La fonte dell'ordine di battaglia tedesco è Gladisch, p.56-57. Gli ufficiali in comando sono tratti da Gladisch, Scheer op. cit., e Dave Alton, Commanding Officers of German Capital Ships 1914-19 (accesso 29 maggio 2013).